# Собор Санті-Джованні-е-Паоло

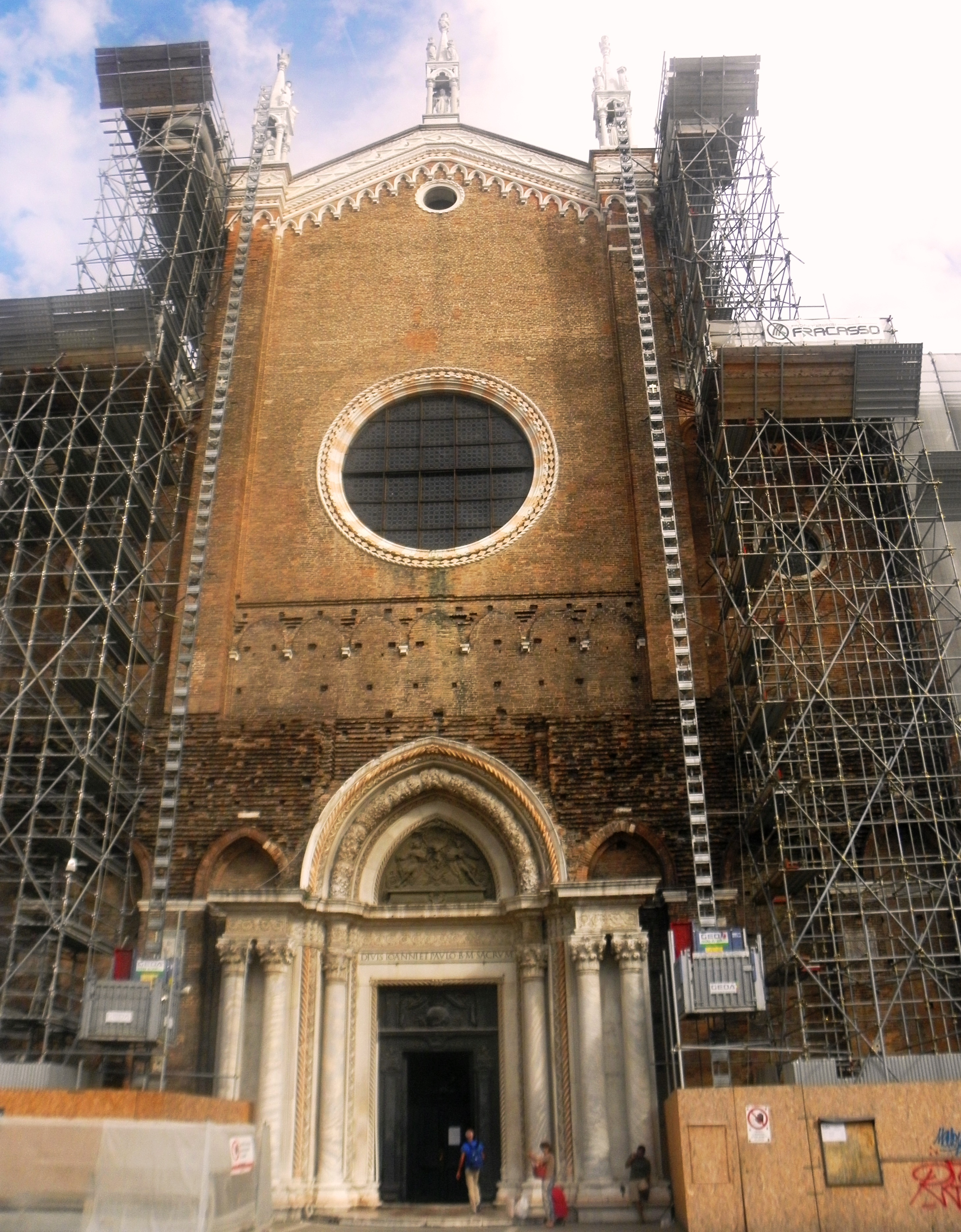

Собор Санті-Джованні-е-Паоло (італ. Basilica dei Santi Giovanni e Paolo) — один з найбільших і відомих соборів Венеції. Другою, не менш поширеною назвою собору, відповідно до специфіки венеційського діалекту, є найменування Сан-Дзаніполо (італ. San Zanipolo). Будівництво сучасної будівлі собору закінчилося в 1430 році.

## Історія
Згідно з легендою, місце для зведення церкви було обрано не випадково - воно примарилося дожу Джакопо Тьєполо. Одного разу правителю наснилися голуби, що літають над болотистою місцевістю, і слова Господа про те, що саме тут збираються проповідники. Дож знайшов побачене уві сні місце і в 1234 передав його у володіння ордену домініканців. Отримавши солідну ділянку землі, ченці заклали перший камінь собору Санті-Джованні-е-Паоло. Будівництво будівлі повністю завершилося лише наприкінці 13 століття. Церква була освячена на честь мучеників Іоанна та Павла, які були страчені в Римі у 362 році. Значення культової споруди життя міста невдовзі зросла, оскільки багато дожі вибирали її місцем власного поховання. Виникла необхідність розширення будівлі церкви, і будівництво було доручено ченцям Бенвенуто да Болонья та Ніколо да Імола. У цей час собор Санті-Джованні-е-Паоло отримував пожертвування від уряду міста, завдяки чому відновлювальні роботи було завершено досить швидко. 1430 року церкву висвітлив єпископ Ченеди Антоніо Корраріо. Пізніше вона стала збагачуватися скульптурними композиціями, картинами, багато прикрашеними гробницями. 
У 1806, після захоплення Венеції Наполеоном, церкву було перетворено на військовий шпиталь, з неї «виселили» домініканців і вивезли твори венеційських майстрів. Під час Першої світової війни будинок отримав незначні пошкодження, реставрація була закінчена у 1922 році. 
У соборі знаходиться велика кількість витворів мистецтва.

## Надгробні пам'ятники
Після XV століття панахиди всіх дожів Венеційської республіки проходили в Санті-Джованні-е-Паоло. У базиліці поховано 25 дожів, а саме:
- Джакопо Тьєполо (помер в 1249)
- Реньєро Дзено (помер в 1268)
- Лоренцо Тьєполо (помер в 1275)
- Джованні Дельфіно (помер в 1361)
- Марко Корнаро (помер в 1368)
- Мікеле Морозіні (помер в 1382)
- Антоніо Веньєр (помер в 1400)
- Мікеле Стено (помер в 1413)
- Томмазо Моченіго (помер в 1423)
- Паскуале Маліп'єро (помер в 1462)
- Ніколо Марчелло (помер в 1474)
- П'єтро Моченіго (помер в 1476)
- Андреа Вендрамін (помер в 1478)
- Джованні Моченіго (помер в 1485)
- Альвізе I Моченіго (помер в 1577)
- Себастьяно Веньєр (помер в 1578)
- Бертучіо Вальєро (помер в 1658)
- Сильвестро Вальєро (помер в 1700)

Також в церкві поховано багато відомих діячів Венеції.

## Галерея

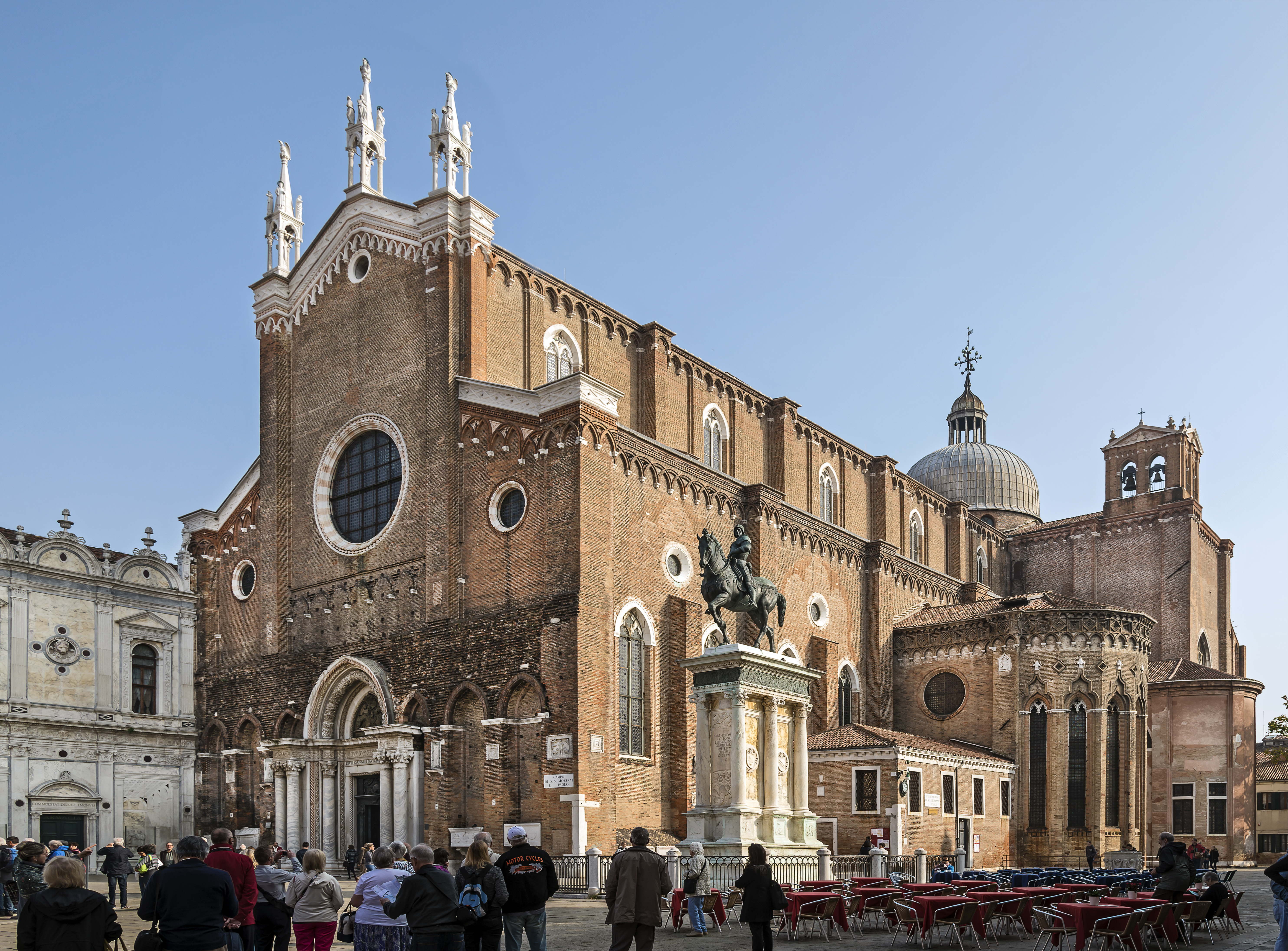
Фасад Санті-Джованні-е-Паоло
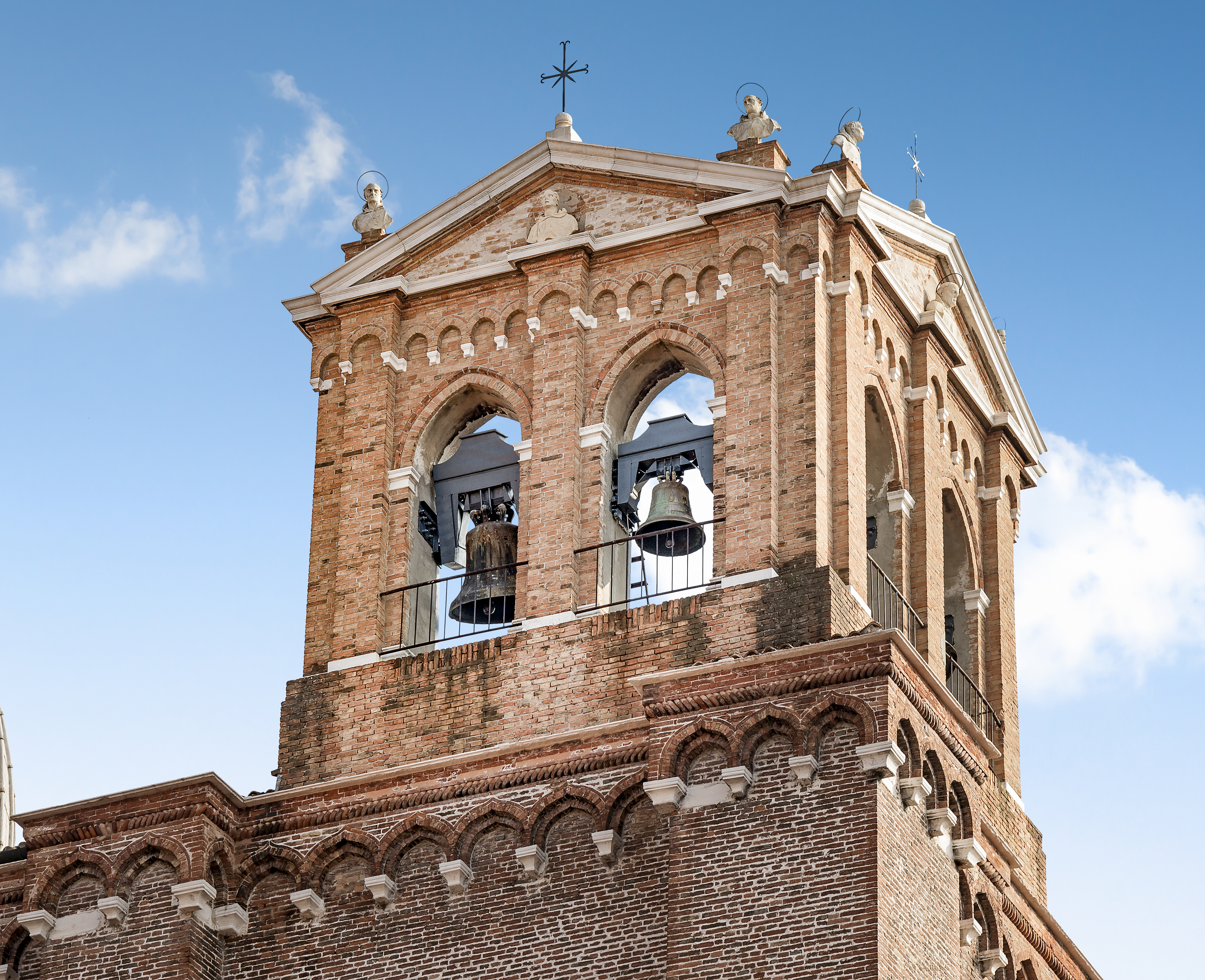
Фронтон
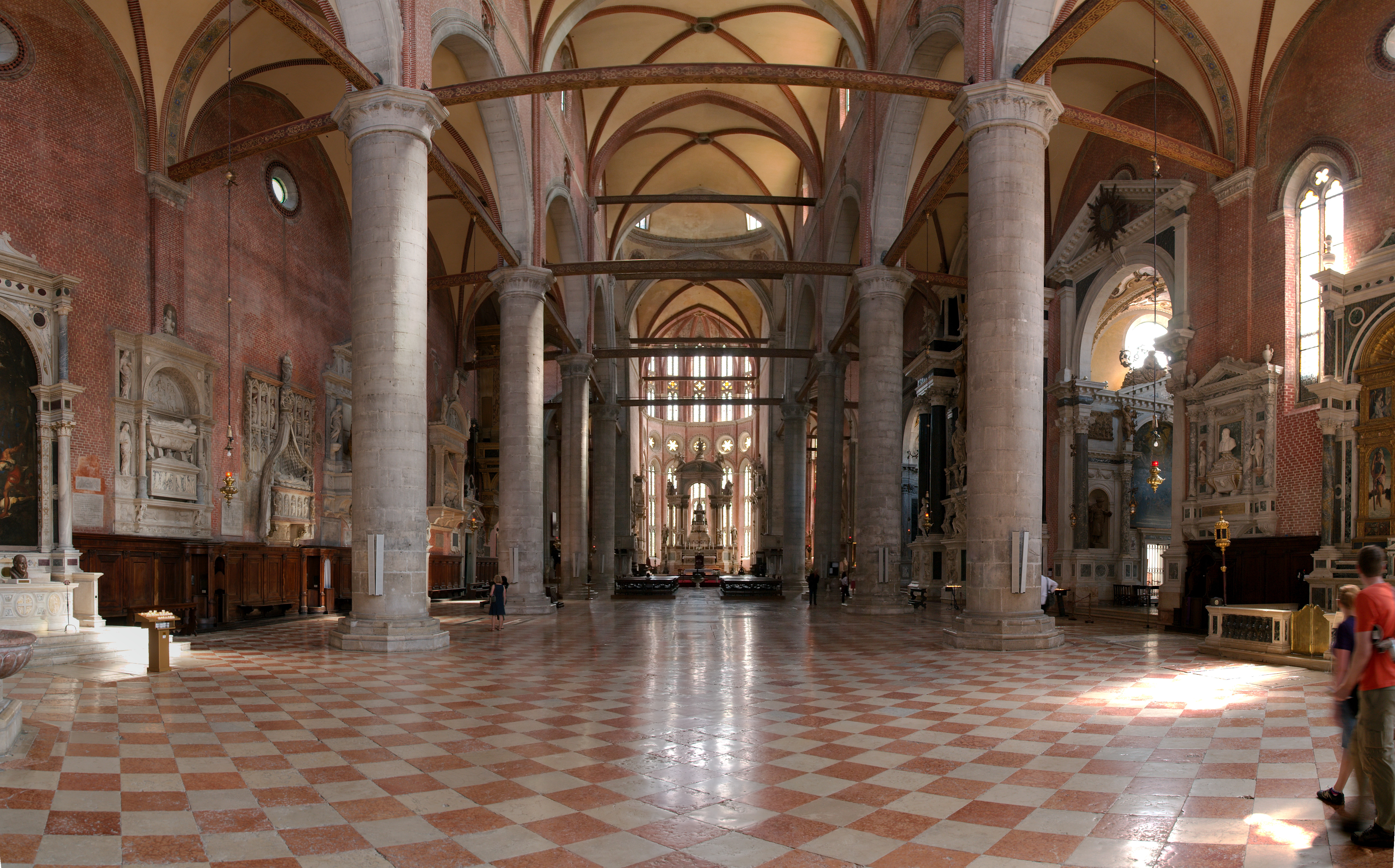
Інтер'єр церкви
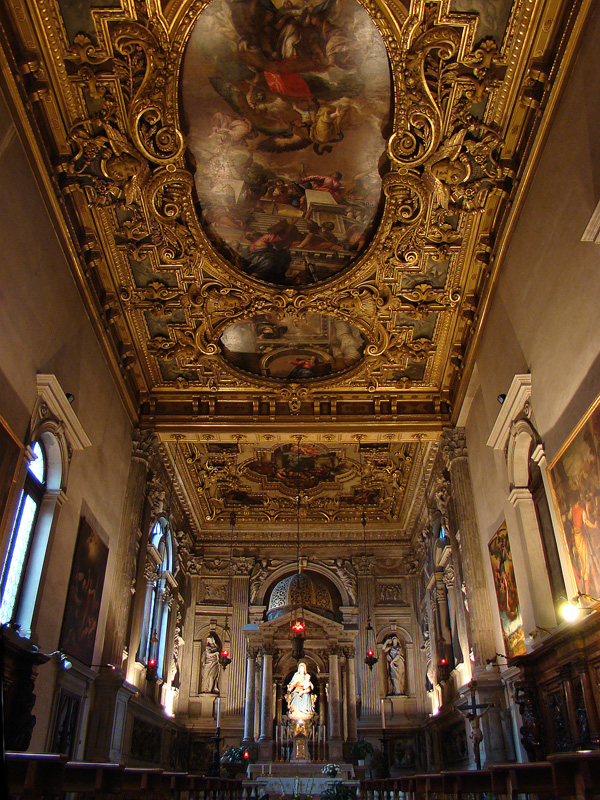
Каплиця